# مارديلي (أورن)
مارديلي هي بلدية في أورن في شمال غرب فرنسا.